# Taksim
Taksim (z tur. podział) – wysuwana przez Turcję i Turków cypryjskich koncepcja rozwiązania konfliktu grecko-tureckiego o Cypr, polegająca na dokonaniu podziału terytorialnego wyspy na część grecką i turecką.

## Historia
Idea taksim, jako przeciwwaga dla greckiej koncepcji unii grecko-cypryjskiej (enosis) została wysunięta w II poł. lat 50. XX wieku, w czasie walk EOKA z kolonialną administracją brytyjską, a następnie rozmów grecko-turecko-brytyjskich w sprawie przyszłości wyspy. Źródłem jej powstania była obawa, że w unitarnym państwie cypryjskim będący w znacznej mniejszości Turcy staną się obiektem dyskryminacji ze strony dominujących liczebnie Greków. Jedno z haseł politycznych Turków cypryjskich tego okresu brzmiało Podział albo śmierć. Turcy zrezygnowali jednak z niego w momencie ogłoszenia traktatów z Zurychu i Londynu, nadających wyspie niepodległość. Postanowienia traktatów, zwłaszcza Traktatu gwarancyjnego, zakładały powstanie państwa unitarnego i wykluczały zarówno realizację idei enosis, jak i taksim.
Narastający konflikt między społecznościami grecką i turecką na wyspie doprowadził do ponownego wysunięcia tej koncepcji przez dyplomację turecką. O ile prezydent Cypru Makarios III zdecydowanie się jej sprzeciwiał, twierdząc, że Turkom cypryjskim wystarczy nadać prawa mniejszości narodowej, na podział wyspy był skłonny zgodzić się grecki rząd czarnych pułkowników, który od 1969 prowadził własne rozmowy z Turcją, chcąc uregulować kwestię cypryjską bez konsultacji z prezydentem Cypru. Autorytarny rząd Grecji dążył do przyłączenia do tego kraju części wyspy przy równoczesnych ustępstwach terytorialnych na rzecz Turcji, co stanowiło w istocie realizację idei taksim. Zdecydowany sprzeciw Makariosa III wobec takiego rozwiązania doprowadził do organizacji przez juntę zamachu stanu na Cyprze.
Zamach stanu z 15 lipca 1974 początkowo przyniósł sukces spiskowcom z prawicowej, terrorystycznej organizacji EOKA B – Makarios III uciekł z oblężonego pałacu prezydenckiego w Nikozji, a jego następcą ogłosił się przywódca EOKA B Nikos Sampson. Ogłosił on chęć kontynuowania rozmów z Turcją w sprawie przyszłości Cypru, jednak jego poparcie dla idei enosis i radykalnie nacjonalistyczne i antytureckie poglądy były powszechnie znane. Oficjalnie występując w obronie zagrożonej przez politykę rządu Sampsona społeczności tureckiej na wyspie, Turcja dokonała 20 lipca 1974 inwazji na Cypr, doprowadzając de facto do urzeczywistnienia idei taksim. Mimo potępienia tego faktu przez społeczność międzynarodową, stan rzeczy powstały wskutek inwazji utrzymuje się do dziś.